# Cipicung (Sukatani)
Cipicung is een bestuurslaag in het regentschap Purwakarta van de provincie West-Java, Indonesië. Cipicung telt 2889 inwoners (volkstelling 2010).